# Alexandre Egorov
Alexandre Egorov (Leningrado, 31 dicembre 1954) è un artista e poeta russo naturalizzato svizzero.

## Biografia
Ha studiato pittura nell'Atelier d'Arte presso Lev Ovchinnikov e disegno presso l'Accademia Imperiale di Belle Arti di Leningrado, presso Ivan Govorkov. Ha lavorato inoltre come disegnatore di cartoni animati per illustrare film di scienza popolari negli studi "Lennauchfilm". Ha coadiuvato Walentina Bilitschenko nella fondazione del Museo "Anna Akhmatova - L'età d'argento". Egorov fu il primo disegnatore dei Tarocchi russi – "Egorov Tarocchi" o "Egorov Tarots Golden Deck" editi a Vienna nel 1992 dalla ditta Piatnik. Le radici del suo lavoro risalgono sia all'"Età d'argento" che al cosmismo russo del XIX e XX Secolo, dove l'espressione della creatività consisteva nella comprensione della natura cosmica dell'uomo, dei suoi atti e delle sue responsabilità. "Il niente nel tutto" di Malewitsch, "La grande utopia" di Kandinsky, ed il movimento spirituale del cosmismo russo, costituiscono i tre pilastri su cui si fondava il suo mondo pittorico. Per Egorov, il sentimento che tutti noi cerchiamo di unicità, pone il compito all'artista a testimoniare questa condizione e di riflettere attraverso le sue opere un'armonia dove le contraddizioni si annullano. L'artista crea un mondo senza tempo, di là dai confini tra il bene e il male, in cui l'amore è aspirazione alla perfezione. Per l'approfondimento di questo tema, Egorov diviene nel 1998 un praticante della dottrina Dzogchen, della scuola Namkhai Norbu Rinpoche. Dal 2001 vive in Svizzera, dove lavora e pratica.

## Opere
- Egorov Tarot Cards (Ferd.Piatnik & Söhne, Vienna) – 1992
- Virgin Tarot Cards (Collection of Stuart R. Kaplan, Stamford) - 1993
- Rambles into Arkanas Tarot (Collection of Stuart R. Kaplan, Stamford) - 1993
- Russian Historical Tarot Cards (Ferd. Piatnik & Söhne, Wien) - 1994
- Fairy Tale Tarot Cards (Ferd. Piatnik & Söhne, Wien) – 1995
- Duo Zikr Playing Cards (Private collection, St.Petersburg) - 1999
- Alexander Egorov Tarot Cards (Collection of Stuart R. Kaplan, Stamford) – 2001

## Letteratura
- Egorov Tarot, No. 197512, Ferd.Piatnik & Söhne, Vienna, 1992
- The best of cards catalog, No. 28, U.S.Games Systems, p. 25, Stamford, 1992
- Natalie Magazin, No. 22, (pp. 13, 13, 24), St. Petersburg - Paris, 1994
- T. Shechter (Татьяна Ефимовна Шехтер), Pictarial Art of Space, St. Petersburg, 1995
- Dialogues, The second Biennale, Main Exhibition Hall "Manege", St. Petersburg, 1995
- Krengolm, No.46, p. 4, Narva, 1996
- Play and Passion, St. Petersburg-Moscow, (pp. 250, 358), 1999, ISBN 5-900872-96-3 (Ru), ISBN 3-930775-62-X (Germ)
- The Encyclopedia of Tarot by Stuart R. Kaplan and Jean Huets, Stamford, Volume IV (pp. 57, 153, 203, 315, 316), 2005, ISBN 1-57281-506-X
- Bilichenko V.A., Творческий путь Анны Ахматовой как объект музейного высказывания, p. 36, St. Petersburg, 2008, ISBN 978-5-91542-008-2
- Berner Zeitung, Bern, 23./24.10.2010
- TeleBielingue, Biel/Bienne, 26.10.2010
- Journal du Jura, Biel/Bienne, 09.11.2010
- Haigaonline Gallery, Autumn 2010
- NashaGazeta.ch, Geneva, 09.06.2011
- Maggie Macnab, Design by Nature, Berkeley, p. 33, 2012, ISBN 978-0-32174-776-1
- Ban'ya Natsuishi, World Haiku No.9, p. 15, 2013, ISBN 978-4-87944-203-1